# A napsugár nyomában
A Napsugár nyomában Rockenbauer Pál 1972–1973-ban készített 13 részes színes természetfilm-sorozata, amelyben Dr. Balogh János akadémikussal együtt egy 5 hónapos út során mutatják be a Földet és a Föld ökológiáját.

## Epizódok
- 1. rész: Napsugár hadsereg
- 2. rész: Amikor a kőzet megszilárdul
- 3. rész: A vízcsepp kivájja a követ
- 4. rész: Az itt felejtett ősvilág
- 5. rész: Az elveszett víz nyomában
- 6. rész: Jégkorszak az Egyenlítőn
- 7. rész: Gazdag-e az őserdő?
- 8. rész: Korallszigetek élővilága
- 9. rész: A zöld sivatag
- 10. rész: Az inkák igazi aranya
- 11. rész: Ahol a szárazföld véget ér
- 12. rész: Legtávolabb a napsugártól
- 13. rész: Szükség van-e őserdőre?

## Stáb
- Rendező: Rockenbauer Pál
- Író: Dr. Balogh János, Rockenbauer Pál
- Zenei szerkesztő: Holecska Katalin
- Operatőr: Halász Mihály, Németh Attila, Szabados Tamás
- Vágó: Sivó György
- Hangmérnök: Schelb Gyula
- Gyártásvezető: Sík Endre
- Munkatársak: Binder Gusztáv, Klausz Alfréd, Vanyik Lívia
- Színes technika: Fülöp Géza
- Narrátor: Bozai József

## Érdekesség
- A forgatási nehézségek miatt a 12. rész felvételei javarészt Rockenbauer Pál: A Déli-sarkvidéken jártunk… című 1968–1969-ben készült filmjéből származnak.